# Sinomenium acutum
Sinomenium acutum là một loài thực vật có hoa trong họ Biển bức cát. Loài này được (Thunb.) Rehder & E.H. Wilson miêu tả khoa học đầu tiên năm 1913.